# Anthrax baliopteros
Anthrax baliopteros är en tvåvingeart som beskrevs av Marston 1970. Anthrax baliopteros ingår i släktet Anthrax och familjen svävflugor. Inga underarter finns listade i Catalogue of Life.